# DMX (ラッパー)
DMX（ディー・エム・エックス、本名・アール・シモンズ（Earl Simmons）、1970年12月18日 - 2021年4月9日）は1990年代後半から活躍し始めたアメリカ合衆国の音楽プロデューサー、ヒップホップMC、俳優である。

芸名の由来は彼が80年代に使用していたドラムマシンOberheim DMXから。

## 概要
犬が吠えるようにがなりたてるような独特な発声の中にハイトーンのシャウトを含ませるフロウ、一小節末で同一の単語を使いつつもその直前の単語を変えることで押韻を複雑なものにする、など非常にスキルフルなMCである。

## 来歴
DMXはニューヨーク市で生まれるが幼少期の早い時期にヨンカーズへ移住。多くの時間をストリートでの犯罪行為に費やした。しかし彼はビートボクシング、ターンテーブルといったものを楽しむうちにHip-Hopを苦難の日々からの脱却であると深く考えるようになった。
1991年、未契約の有望ラッパーを紹介するTHE SOURCE MAGAZINEの名物コラム 「Unsigned Hype」に取り上げられレーベルRuffhouseと契約。1992年にはシングル“Born Loser”で デビューするも十分な成果を得ることが出来なかった。
しかし、1994年に2ndシングル“Make a Move”をリリース、1997年にレッドマンやメソッド・マンらと共に参加したLLクールJ“4, 3, 2, 1”での客演が高い評価を得る。
1998年には数多くの客演を経て、ヒット・シングル“Get At Me Dog”をフィーチャーした1stアルバム 『イッツ・ダーク＆ヘル・イズ・ホット』（It's Dark And Hell Is Hot）をリリース。同作は、初登場で全米チャート首位の座を射止める。このことからシモンズは2pacと比較されるようになり、同作の売上は400万枚を超えた。またこの年、映画『Belly』でNasと共演、銀幕デビューを果たす。
翌1999年には2ndアルバム『フレッシュ・オブ・マイ・フレッシュ、ブラッド・オブ・マイ・ブラッド』（Flesh of My Flesh, Blood of My Blood）をリリース、初登場でチャート1位（最終的に本作はダブル・プラチナムになる）。 そしてラフ・ライダーズのコンピレーション『Ryde Or Die, Vol. 1』を挟み同年末、3rdアルバム『そして、Xが残った…』（...And Then There Was X）をドロップする。 3作連続での初登場1位を記録した同作からは“What's My Name”“Party Up（Up In Here）”のヒットを生み、同アルバムの売り上げは500万枚を突破する。
彼を取り巻く法的な状況（後述）が改善された2001年の3月には通算4作目のアルバム『ザ・グレート・ディプレッション』(The Great Depression)をリリース。瞬く間にトリプルプラチナムを獲得するが、前作と比較して商業的に成功したとは言い難く、評価も芳しくないものであった。
2003年には大ヒットシングル"Where Tha Hood At" , "Get it on the Floor"を収録した通算5作目のアルバム『グランド・チャンプ』(Grand Champ)をリリースする。今作によってDMXは史上唯一、デビュー作からアルバム5作連続チャート首位を手にしたアーティストとなった。発表後、彼は今作を最後にラッパーを引退する考えであることを公に述べた。
しかし2006年の1月、DMXは、かつて彼がキャリアの初期に"Born Loser"をリリースした、コロンビアレコードと契約する。彼はレーベルを替える間にかなりの遅延を重ねながらも次作を録音し、ついに2006年の8月1日（Year of the Dog...Again.）を発表する。 今作は100枚ほどの差でチャート首位を逃すこととなった。また彼はBusta Rhymesによる"Touch It"のリミックスにも客演し、さらに2曲のシングル"Lord Give Me A Sign" と "We In Here"を続けて発表した。グレイテスト・ヒッツ作品である"The Definition of X:The Pick of the Litter"が 2007年6月12日に、また2010年の1月26日には"Where the Hood At?" ,"X Gon' Give It to Ya"などのシングルのヒット作をフィーチャーしたコンピレーションアルバム"The Best of DMX"発売された。
2011年、彼の7作目となるアルバム作品"Redemption of the Beast"（仮称）が制作中であると報じられた。DMXはBillboard.comに対して、次作に向けて「ノンストップで毎日」制作中であり、年内の12月までにリリースする予定であると述べた。同年の9月24日、新曲"Last Hope" の動画がWEB上で公開されたが、この曲が新作アルバムに登場するかどうかは不明である。新作アルバム"Redemption of the Beast"は12月6日に発売される予定である。
2021年4月2日深夜、薬物の過剰摂取による心臓発作を発症しニューヨーク州ホワイトプレーンズの病院に緊急搬送。懸命の治療が行われたが同年4月9日死去。50歳没。

## 俳優として
前述のようにDMXは映画『Belly』でNas、 Method Man そしてT-Bozと共演し、俳優としてデビューした。
2000年には『ロミオ・マスト・ダイ』でジェット・リー や Aaliyah と共演。この映画が俳優としての彼の出世作となり、続く2つのアクション映画 『DENGEKI 電撃』（原題：Exit Wounds。スティーブン・セガールと共演）と『ブラック・ダイヤモンド』（原題：Cradle 2 the Grave。再びジェット・リーと共演）はヒット作となった。 
しかし、これ以降Never Die Alone、 Last Hour、 Death Toll, Lockjaw: Rise of the Kulev Serpent、The Bleedingといったアクション映画に出演しているが、いずれの作品も商業的に失敗している。

## 私生活

### 家族
DMXは現在10人の子供がおり、そのうちの4人は前妻のテイシェラ・シモンズとの間にできた子供である。
結婚11年後、DMXが釈放されてからちょうど2週間後の2010年7月22日、テイシェラはDMXと別居中であると述べた。

### 信仰
2009年、DMXは福音宣教の道に入るが音楽活動も続けるつもりであると述べ、懲役生活に先立って彼はゴスペルアルバムを完成させた。
MTVによると、彼は講談から説教をするための聖書学習に備えて、セミリタイアしたとのこと。

### 逮捕歴
キャリアの初期から、DMXは　動物虐待、暴走行為、無免許運転、麻薬所持、文書偽造などいくつもの罪により逮捕されている。
1998年、DMXはレイプと肛門性交、そして拉致監禁によって起訴されているが、この件に関してはDNA鑑定の結果から有罪を免れている。
翌年、DMXはJay-Z、Method Man、そしてRedmanと共にJay-ZのHard Knock Lifeツアーに参加したが、途中、ボストンにおいてDMXは傷害の疑いで再逮捕された。しかし、後に無実であることが証明され、また故郷であるヨンカーズでの暴行事件についても無罪となっている。

### その他
蘭の栽培を趣味としていた。2015年にABCシットコムの「Fresh Off the Boat」第2シーズンのエピソード9「WeDoneSon」に本人役で出演し、自らの蘭を育てているプライベートの温室で園芸のノウハウと女の子の扱い方を少年に教えるシーンを演じている。

## Ja Ruleとの確執
DMXは当初、Jay-Zと同じように、Ja Ruleとも友好関係にあった。DMXとJay-Z、そしてJa Ruleはかつては(のちにJaRuleのプロデューサーであるIrv Gottiがレーベルの名称として使用する)Murder Incの共同名義で曲を録音するなどしていた。DMXとJay-Zはまた、JaRuleの1stアルバム収録曲"It's Murda"にも客演していた。
次第にJaRuleのBustaRhymes、Dr. Dre、 Eminemと50 Centなどとのビーフはなくなっていたのだが、DMXがJaRuleのしゃがれた発声法が自身の真似だと楽曲中で攻撃してから、何年にもわたって対立関係が続くようになった。
DMXは2005年に刑務所から釈放された際、ラップゲーム上でのライバルとの早急な和解を希望していることを認め、次のように語っている。
「ゴッチが刑務所にいた俺を訪ねてきて、JaRuleと和解して欲しいって言ったんだ。それで俺も『良いね、ゴッチ、そうしよう』ってさ」
VH1's 2009 Hip Hop Honorsにおいて、DMXはついにJa Ruleと和解した。

## ディスコグラフィー

### アルバム
| 年                                        | タイトル                             | アルバム詳細 | チャート最高位 | チャート最高位 | チャート最高位 | チャート最高位 | チャート最高位 | チャート最高位 | チャート最高位 | チャート最高位 | チャート最高位 | 認定                                          |
| 年                                        | タイトル                             | アルバム詳細 | US             | AUS            | CAN            | GER            | IRE            | NLD            | NZ             | SWI            | UK             | 認定                                          |
| ----------------------------------------- | ------------------------------------ | --- | -------------- | -------------- | -------------- | -------------- | -------------- | -------------- | -------------- | -------------- | -------------- | --------------------------------------------- |
| 1998                                      | It's Dark and Hell Is Hot            | - 発売日: 1998年5月12日 - レーベル: Ruff Ryders, Def Jam - フォーマット: CD, LP, cassette, digital download - 全米売上: 467.4万枚  | 1              | —              | 15             | —              | —              | —              | —              | —              | 89             | - US: 4× プラチナ - CAN: プラチナ             |
| 1998                                      | Flesh of My Flesh, Blood of My Blood | - 発売日: 1998年12月22日 - レーベル: Ruff Ryders, Def Jam - フォーマット: CD, LP, cassette, digital download - 全米売上: 341.7万枚 | 1              | —              | 28             | 61             | —              | —              | —              | —              | 119            | - US: 3× プラチナ - CAN: ゴールド             |
| 1999                                      | ...And Then There Was X              | - 発売日: 1999年12月21日 - レーベル: Ruff Ryders, Def Jam - フォーマット: CD, LP, cassette, digital download - 全米売上: 495万枚   | 1              | —              | 6              | 46             | —              | 64             | —              | —              | 108            | - US: 5× プラチナ - CAN: プラチナ             |
| 2001                                      | The Great Depression                 | - 発売日: 2001年10月23日 - レーベル: Ruff Ryders, Def Jam - フォーマット: CD, LP, cassette, digital download - 全米売上: 186.2万枚 | 1              | 99             | 1              | 10             | 26             | 25             | 38             | 60             | 20             | - US: プラチナ - CAN: プラチナ - UK: シルバー |
| 2003                                      | Grand Champ                          | - 発売日: 2003年9月16日 - レーベル: Ruff Ryders, Def Jam - フォーマット: CD, LP, cassette, digital download - 全米売上: 175万枚    | 1              | 32             | 2              | 6              | 8              | 28             | 7              | 10             | 6              | - US: プラチナ - CAN: プラチナ                |
| 2006                                      | Year of the Dog... Again             | - 発売日: 2006年8月1日 - レーベル: Ruff Ryders, Columbia - フォーマット: CD, LP, digital download - 全米売上: 29.7万枚             | 2              | 70             | 4              | 7              | 15             | 70             | 37             | 7              | 22             |                                               |
| 2012                                      | Undisputed                           | - 発売日: 2012年9月11日 - レーベル: Bloodline, Seven Arts - フォーマット: CD, digital download - 全米売上: 5.4万枚                 | 19             | —              | —              | —              | —              | —              | —              | —              | —              |                                               |
| "—"は未発売またはチャート圏外を意味する。 |                                      | |                |                |                |                |                |                |                |                |                |                                               |

## フィルモグラフィ
| 公開年 | 邦題 原題                                                   | 役名                           | 備考 |
| ------ | ----------------------------------------------------------- | ------------------------------ | ---- |
| 1998   | BELLY 血の銃弾 BELLY                                        | トミー                         |      |
| 2000   | ロミオ・マスト・ダイ Romeo Must Die                         | シルク                         |      |
| 2001   | DENGEKI 電撃 Exit Wounds                                    | ラトレル・ウォーカー           |      |
| 2003   | ブラック・ダイヤモンド Cradle 2 the Grave                   | アンソニー・“トニー”・フェイト |      |
| 2004   | ネバー・ダイ・アローン Never Die Alone                      | キング・デイビッド             |      |
| 2008   | ガン・トラスト Last Hour                                    | ブラックジャック               |      |
| 2008   | キラースネーク Lockjaw: Rise of the Kulev Serpent           |                                |      |
| 2008   | 密告者 Death Toll                                           |                                |      |
| 2009   | アポカリプス・オブ・ザ・デッド The Bleeding                 | タグ                           |      |
| 2014   | トップ・ファイブ Top Five                                   | 本人                           |      |
| 2019   | 沈黙の鉄槌 Beyond the Law                                   | マンス                         |      |
| 2020   | ワイルド・ブレイク IN THE DRIFT/FAST AND FIERCE: DEATH RACE |                                |      |